# Rio Doce
Rio Doce is een gemeente in de Braziliaanse deelstaat Minas Gerais. De gemeente telt 2.656 inwoners (schatting 2009).

## Aangrenzende gemeenten
De gemeente grenst aan Barra Longa, Dom Silvério, Ponte Nova, Santa Cruz do Escalvado en Sem-Peixe.